# Анексия на Босна и Херцеговина
Анексията на Босна и Херцеговина от 1908 г., известна още като Босненската криза, означава присъединяването на двете области, дотогава формално част от Османската империя, към Австро-Унгария.

## Предистория
Съгласно Берлинския договор от 1878 г. в Босна и Херцеговина е въведен окупационен режим на Австро-Унгария под претекст да се въдвори мир и ред след размириците в двете области през 1875 – 1878 г. Османският султан си запазва на хартия суверенитета, което е потвърдено с двустранна конвенция през април 1879 г. Още в края на същата година и в началото на 1880 г. обаче Австро-Унгария включва Босна и Херцеговина в своите митнически граници и в данъчната си система. Управлението е поставено под пряк контрол от финансовото министерство във Виена. През 1881 г. е въведена военна повинност за местното население, което води до въоръжено въстание в Херцеговина в началото на 1882 г.

## Анексията и Балканската криза от 1908 – 1909 г.
Младотурската революция води до засилване на английското влияние в Цариград за сметка на австрийското. Засилват се и опасенията на Виена, че във връзка с прокламираната демократизация на османската империя босненското население ще поиска автономия. По тези причини император Франц Йосиф взема решение да узакони едностранно властта си в Босна и Херцеговина. Това става с акт от 23 септември (6 октомври по нов стил) 1908 г.
Анексирането на Босна и Херцеговина е съгласувано с обявяването на независимостта на България два дни по-рано (22 септември). Почти по същото време парламентът на автономния остров Крит отхвърля декларативно суверенитета на султана и обявява присъединяване към гръцката държава. Тези нарушения на Берлинския договор предизвикват дипломатическа криза между двата съюза на големите европейски държави – Централните сили и Антантата. Сръбският външен министър Милован Милованович протестира срещу действията на Австро-Унгария и настоява за възстановяване на статуквото отпреди анексията или на териториални компенсации, в случай че анексията бъде призната. В отговор Австро-Унгария започва да се готви за война. Русия застава на страната на Сърбия и на свой ред настоява за ревизия на Берлинския договор, която да позволи свободно преминаване на нейни бойни кораби през Босфора и Дарданелите. Руските съюзници Франция и Великобритания отхвърлят това искане.
Кризата е потушена в първите месеци на 1909 г. На 13 (26 по нов стил) февруари Османската империя и Австро-Унгария сключват споразумение, което потвърждава присъединяването на Босна и Херцеговина към Двойната монархия. В замяна Австро-Унгария изтегля войските си от Новопазарския санджак и заплаща на османското правителство 2,5 милиона лири стерлинги. Под натиска на Австро-Унгария и нейния съюзник Германия, на 9 (22) март 1909 г. Русия е принудена да признае анексията. Под заплахата да води сама война Сърбия също признава анексията няколко дни по-късно, на 18 (31) март.

## Последици
През февруари 1910 г. австроунгарските власти предоставят ограничено самоуправление на Босна и Херцеговина. Въведена е конституция, с която се създава парламент, избиран на съсловен принцип, но не е предоставена автономия на двете области. С конституцията и с частичното решаване на аграрния въпрос (разпределяне на едрата поземлена собственост между наемните земеделци) през 1911 г. австро-унгарското правителство си печели поддръжници както сред хърватската, така и сред сръбската и мюсюлманската общност. Радикалните привърженици на единение със Сърбия обаче откликват на анексията на Босна и Херцеговина като създават революционната организация „Млада Босна“. От 1910 г. насетне тя извършва редица атентати срещу висши представители на австро-унгарската власт. При един от тях през юни 1914 г. в Сараево е застрелян австро-унгарският престолонаследник ерцхерцог Франц Фердинанд. Това става повод за избухването на Първата световна война.